# Пчолиње
Пчолиње (слч. Pčoliné) насељено је мјесто са административним статусом сеоске општине (слч. obec) у округу Сњина, у Прешовском крају, Словачка Република.

## Становништво
| Година:    | 1994. | 2004.    | 2014.   | 2024.   |
| ---------- | ----- | -------- | ------- | ------- |
| Број људи: | 656   | 589      | 577     | 542     |
| Разлика:   |       | -10,21 % | -2,03 % | -6,06 % |

| Година:    | 2023. | 2024.   |
| ---------- | ----- | ------- |
| Број људи: | 540   | 542     |
| Разлика:   |       | +0,37 % |

Према подацима о броју становника из 2024. године насеље је имало 542 становника.